# Saucelle
Saucelle es un municipio y localidad española de la provincia de Salamanca, en la comunidad autónoma de Castilla y León. Se integra dentro de la comarca de Vitigudino y la subcomarca de La Ribera (Las Arribes). Pertenece al partido judicial de Vitigudino.
Su término municipal está formado por dos núcleos de población, Saucelle y el Salto de Saucelle, ocupa una superficie total de 45,99 km² y según los datos demográficos recogidos en el padrón municipal elaborado por el INE en el año 2017, cuenta con 295 habitantes.
Presta su nombre a la presa de Saucelle, construida a 8 km. Es uno de los pueblos más visitados dentro del parque natural de Arribes del Duero. Los miradores, el valle del salto de Saucelle y el poblado del Salto de Saucelle son los lugares con mayor atractivo turístico de este municipio, donde existen albergues y se realiza turismo rural. Se sitúa muy próximo a Portugal.

## Geografía

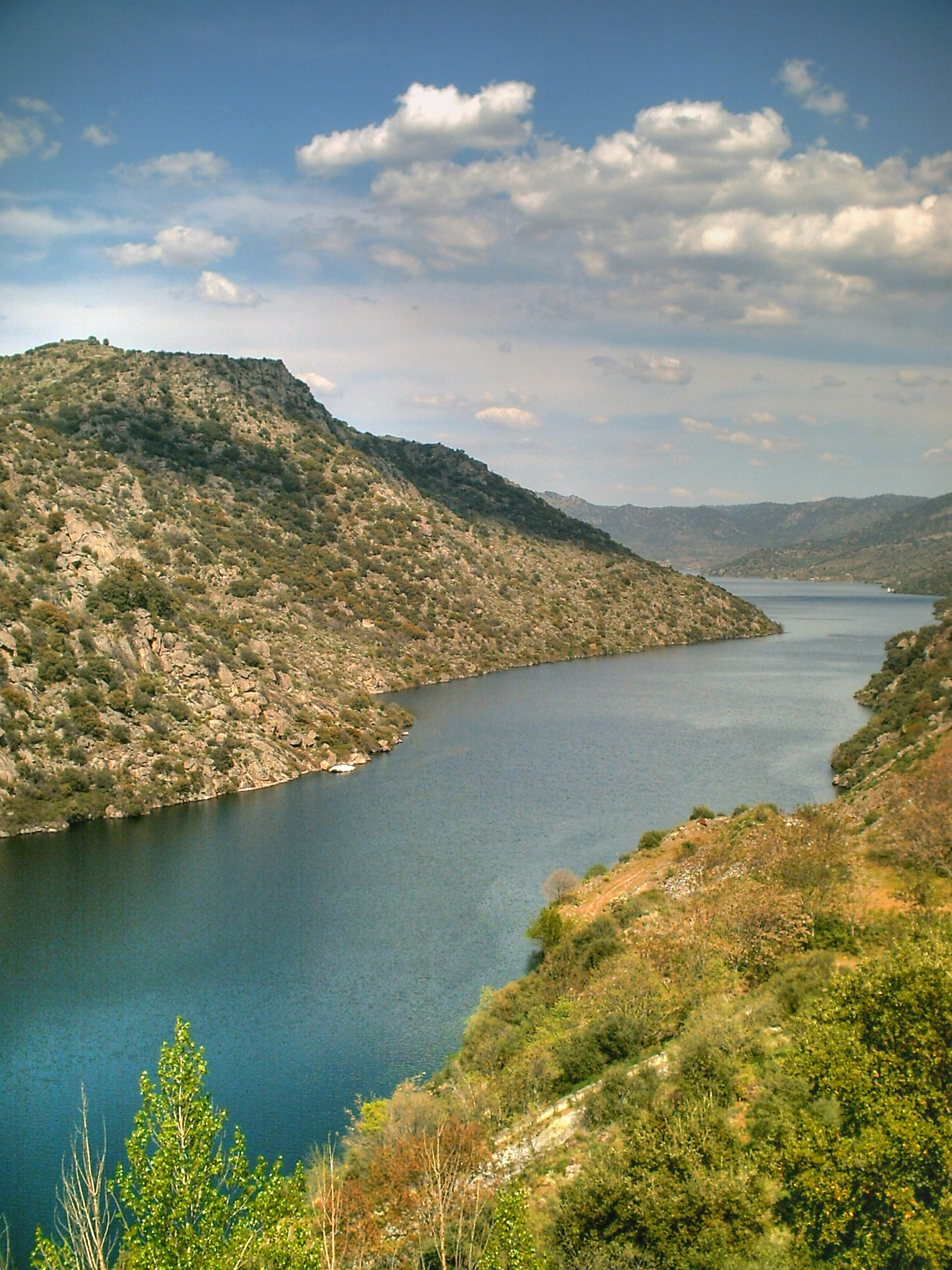
Vista del Duero embalsado desde el mirador del embalse de Saucelle

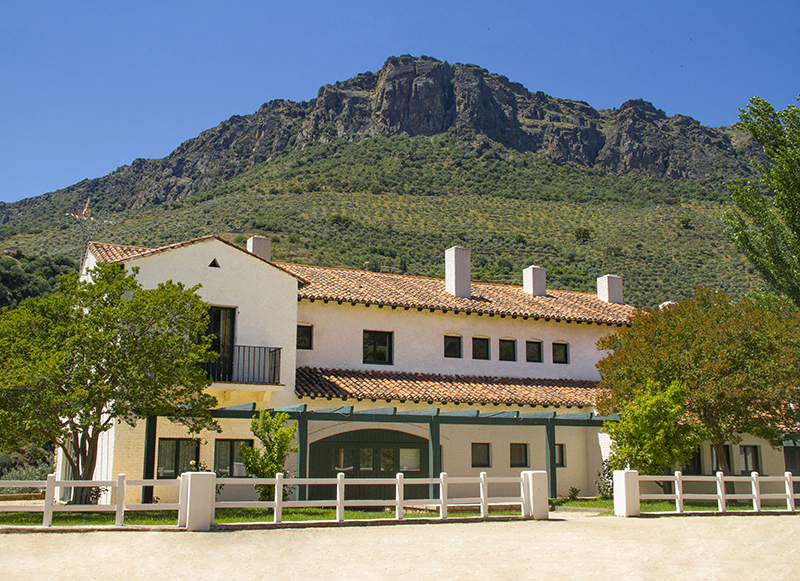
Antigua casa de ingenieros levantada junto con las demás casa del poblado del Salto de Saucelle para albergar a los trabajadores que construían la central, embalse y presa de Saucelle

Saucelle está situado en el noroeste salmantino. Hace frontera con Portugal. Dista 100 km de Salamanca capital, a una hora y cuarto de ella.
Se integra dentro de la comarca de La Ribera. Pertenece a la Mancomunidad Centro Duero y al partido judicial de Vitigudino.
En su término municipal están integradas las localidades de Saucelle y Salto de Saucelle.
Su término municipal se encuentra dentro del parque natural de Arribes del Duero, un espacio natural protegido de gran atractivo turístico.
| Noroeste: Freixo de Espada à Cinta (Portugal) | Norte: Vilvestre       | Nordeste: Barruecopardo |
| Oeste: Salto de Saucelle                      |                        | Este: Saldeana          |
| Suroeste: Hinojosa de Duero                   | Sur: Hinojosa de Duero | Sureste: Bermellar      |

### Clima
| Parámetros climáticos promedio de Salto de Saucelle               | Parámetros climáticos promedio de Salto de Saucelle | Parámetros climáticos promedio de Salto de Saucelle | Parámetros climáticos promedio de Salto de Saucelle | Parámetros climáticos promedio de Salto de Saucelle | Parámetros climáticos promedio de Salto de Saucelle | Parámetros climáticos promedio de Salto de Saucelle | Parámetros climáticos promedio de Salto de Saucelle | Parámetros climáticos promedio de Salto de Saucelle | Parámetros climáticos promedio de Salto de Saucelle | Parámetros climáticos promedio de Salto de Saucelle | Parámetros climáticos promedio de Salto de Saucelle | Parámetros climáticos promedio de Salto de Saucelle | Parámetros climáticos promedio de Salto de Saucelle |
| Mes                                                               | Ene.                                                | Feb.                                                | Mar.                                                | Abr.                                                | May.                                                | Jun.                                                | Jul.                                                | Ago.                                                | Sep.                                                | Oct.                                                | Nov.                                                | Dic.                                                | Anual                                               |
| ----------------------------------------------------------------- | --------------------------------------------------- | --------------------------------------------------- | --------------------------------------------------- | --------------------------------------------------- | --------------------------------------------------- | --------------------------------------------------- | --------------------------------------------------- | --------------------------------------------------- | --------------------------------------------------- | --------------------------------------------------- | --------------------------------------------------- | --------------------------------------------------- | --------------------------------------------------- |
| Temp. media (°C)                                                  | 7.50                                                | 9.60                                                | 12.50                                               | 14.70                                               | 18.70                                               | 23.40                                               | 27.40                                               | 27.10                                               | 23.70                                               | 18.00                                               | 11.90                                               | 8.40                                                | 16.90                                               |
| Precipitación total (mm)                                          | 65.30                                               | 52.60                                               | 34.90                                               | 44.80                                               | 49.50                                               | 31.50                                               | 16.30                                               | 13.50                                               | 40.30                                               | 61.70                                               | 63.50                                               | 58.80                                               | 532.60                                              |
| Fuente: Ministerio de Agricultura, Alimentación y Medio Ambiente. |                                                     |                                                     |                                                     |                                                     |                                                     |                                                     |                                                     |                                                     |                                                     |                                                     |                                                     |                                                     |                                                     |

## Historia

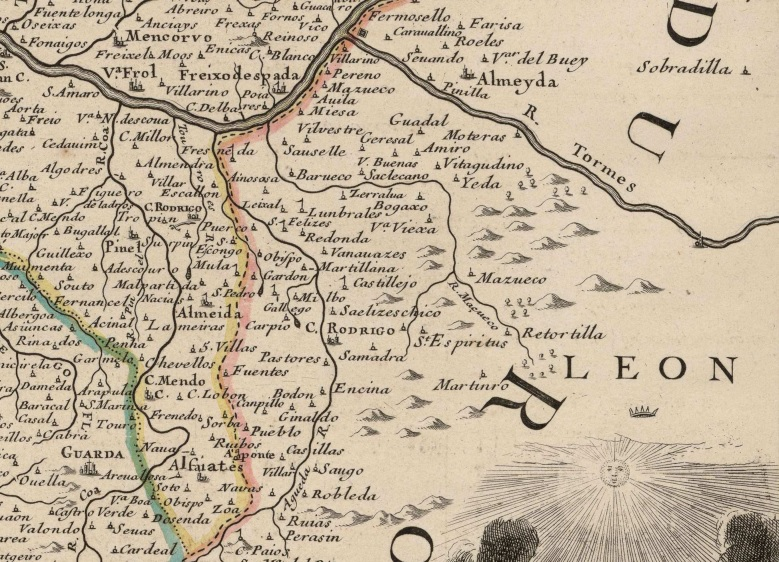
Detalle del oeste salmantino en un mapa del, en el que se puede observar Saucelle (escrito Sauselle)

Saucelle fue fundado por los reyes leoneses en la Edad Media, siendo cedido por Alfonso IX de León a la Orden de Santiago a finales del siglo XII, quedando encuadrado desde entonces y hasta 1873 en el obispado de León de Santiago, que encuadraba los territorios leoneses de dicha Orden, pasando a finales del siglo XIX, con su disolución por orden papal, a formar parte de la diócesis de Ciudad Rodrigo, a la que pertenece en la actualidad.
Con la división territorial de España de 1833 en la que se crean las actuales provincias, Saucelle queda encuadrado dentro de la Región Leonesa, formada por las provincias de León, Zamora y Salamanca, de carácter meramente clasificatorio, sin operatividad administrativa, que a grandes rasgos vendría a recoger la antigua demarcación del Reino de León (sin Galicia ni Asturias ni Extremadura).
Desde 1950 a 1956 tienen lugar los trabajos de construcción de la presa de Saucelle, en el lecho del Duero, hecho decisivo para la posterior evolución de la localidad hasta nuestros días puesto que el municipio recibe una importante compensación económica por la cesión del río para su explotación hidroeléctrica. El 29 de septiembre de 1956 fue inaugurado por Francisco Franco.

## Demografía
Saucelle cuenta con una población de 252 habitantes (INE 2024).
| Gráfica de evolución demográfica de Saucelle entre 1842 y 2021                                                                                                 |
| |
| Población de derecho según los censos de población del INE Población de hecho según los censos de población del INEEn este censo se denominaba Sahucelle: 1842 |

Según el Instituto Nacional de Estadística, Saucelle tenía, a 31 de diciembre de 2018, una población total de 283 habitantes, de los cuales 145 eran hombres y 138 mujeres. Respecto al año 2000, el censo refleja 439 habitantes, de los cuales 212 eran hombres y 227 mujeres. Por lo tanto, la pérdida de población en el municipio para el periodo 2000-2018 ha sido de 156 habitantes, un 35% de descenso.
El municipio se divide en dos núcleos de población. De los 308 habitantes que poseía el municipio en 2016, Saucelle contaba con 307 y el Salto de Saucelle con 1. Este poblado se levantó para albergar a muchas de las personas que trabajaron en la construcción de la presa de Saucelle por lo que años después quedó abandonado. Sus edificios fueron posteriormente restaurado como casas rurales, hotel y hospedería, entre otros, constituyendo el complejo turístico de Aldeaduero. Desde entonces el INE indica que esta localidad vive 1 o 2 habitantes.

### Transporte y comunicaciones
Para llegar a Saucelle existe una línea de autobús que cubre el trayecto entre Salamanca y Vilvestre operada por la empresa Arribes Bus S.L.
Los lunes, miércoles y viernes sale de Salamanca a las 13:15 h. y las 18:00 h. Los martes y jueves sólo a las 13:15 h. Desde Saucelle sale los lunes, miércoles y viernes a las 07:40 h y las 14:50 h. Los martes y jueves sólo a las 07:40 h. Desde Saucelle sale los martes otra línea con destino Vitigudino a las 11:10 h.

## Símbolos

### Escudo
El escudo heráldico que representa al municipio fue aprobado el 26 de marzo de 1993 con el siguiente blasón:

«Escudo partido: Cuartel derecho: Izquierdo según se mira, en campo de oro, sauce arrancado en su color. Cuartel izquierdo: Derecho según se mira, en campo de plata, lago representado por ondas irregulares de azur surmontadas por la cruz de gules, venera de la Orden de Santiago»
Boletín Oficial del Estado nº 20 de 24 de enero de 1994

### Bandera
La bandera municipal fue aprobada el 7 de abril de 1995 con la siguiente descripción textual:

«Cuadrangular, rasgada, de plata y ora, cargada del Escudo Heráldico propio, timbrado de Corona Real cerrada, de la Monarquia espaftola reinante»
Boletín Oficial del Estado nº 137 de 9 de junio de 1995

## Administración y política

### Gobierno municipal
| Periodo   | Nombre                                 | Partido | Partido                                  |
| --------- | -------------------------------------- | ------- | ---------------------------------------- |
| 1979-1983 | Laureano Bordallo Cuadrado             |         | Unión de Centro Democrático (UCD)        |
| 1983-1987 | Francisco Vallejo López                |         | Partido Socialista Obrero Español (PSOE) |
| 1987-1991 | Antonio Peral Carrasco                 |         | Alianza Popular (AP)                     |
| 1991-1995 | Felipe Rengel Lorenzo                  |         | Centro Democrático y Social (CDS)        |
| 1995-1999 | Mª Begoña Sánchez Villoria             |         | Partido Popular (PP)                     |
| 1999-2011 | Mª Begoña Sánchez Villoria             |         | Independiente                            |
| 2011-2019 | Diego Antonio Ledesma Ayuela           |         | Partido Popular (PP)                     |
| 2019-2023 | María de la Encarnación Quirós Sánchez |         | Partido Popular (PP)                     |

| Partido político                         | 2023  | 2023  | 2023       | 2019  | 2019  | 2019       | 2015  | 2015  | 2015       | 2011  | 2011  | 2011       | 2007  | 2007  | 2007       | 2003  | 2003  | 2003       |
| Partido político                         | %     | Votos | Concejales | %     | Votos | Concejales | %     | Votos | Concejales | %     | Votos | Concejales | %     | Votos | Concejales | %     | Votos | Concejales |
| Partido Popular (PP)                     | 47,98 | 107   | 4          | 71,55 | 166   | 5          | 57,40 | 195   | 4          | 68,06 | 211   | 5          | 42,63 | 133   | 3          | 26,59 | 88    | 2          |
| Partido Socialista Obrero Español (PSOE) | 41,70 | 93    | 3          | 26,72 | 62    | 2          | 42,24 | 117   | 3          | 31,61 | 98    | 2          | 9,62  | 30    | 0          | 20,24 | 67    | 1          |
| Salamanca Importa (Salamanca Sí)         | 8,96  | 20    | 0          | —     | —     | —          | —     | —     | —          | —     | —     | —          | —     | —     | —          | —     | —     | —          |
| Candidatura por Saucelle (CPS)           | —     | —     | —          | —     | —     | —          | —     | —     | —          | —     | —     | —          | 47,44 | 148   | 4          | 38,37 | 127   | 3          |
| Unión del Pueblo Salmantino (UPSa)       | —     | —     | —          | —     | —     | —          | —     | —     | —          | —     | —     | —          | —     | —     | —          | 13,90 | 46    | 1          |

El alcalde de Saucelle lo es sin dedicación exclusiva, lo que quiere decir que compatibiliza la alcaldía con otros trabajos. Percibió un total de 450 € en el año 2017.

#### Evolución de la deuda viva municipal
El concepto de deuda viva contempla solo las deudas con cajas y bancos relativas a créditos financieros, valores de renta fija y préstamos o créditos transferidos a terceros, excluyéndose, por tanto, la deuda comercial.
| Gráfica de evolución de la deuda viva del Ayuntamiento entre 2008 y 2023                           |
| |
| Deuda viva del Ayuntamiento de Saucelle, en miles de euros, según datos del Ministerio de Hacienda |

## Patrimonio
La iglesia parroquial alberga una imagen en bulto redondo de la Inmaculada Concepción de la Virgen, obra de Pedro de Mena.
La diversidad de especies naturales y animales de la zona han servido para incluir a Saucelle en la Zona de Especial Protección para las Aves y en el parque natural de Arribes del Duero.
Desde 2017 existe la ruta de Las Lavanderas, un circuito circular guiado mediante códigos QR con información sobre la flora y la fauna de la zona. Parte desde la fuente del Charaiz, estructura tradicional donde pequeñas aves paran a beber, transcurre por caminos estrechos rodeados de vegetación y finaliza en el lavandero, hoy restaurado a modo de jardín botánico interior. A lo largo del recorrido, pequeñas balizas señalan alguna de las muchas especies botánicas autóctonas.

### Miradores
En Saucelle existen varios miradores desde los que se pueden obtener unas amplias vistas panorámicas. A todos ellos se puede acceder en coche.
El mirador del embalse se encuentra bajando por el puerto hacia el poblado del Salto de Saucelle desde Saucelle. Se sitúa después de haber dejado atrás el mirador del Salto que se encuentra más arriba. No está señalizado ni habilitado. Se trata de un pequeño desvío hacia un camino desde el que se puede observar el embalse y toda la infraestructura de la presa de Saucelle.
El mirador de Las Janas se encuentra situado en las arribes del Huebra. Es el más famoso de esta localidad y el mejor señalizado y habilitado junto con el mirador del Salto. Cuenta con distintos sectores y en él están distribuidos distintos paneles informativos. Se obtienen vistas espectaculares del paisaje de la zona del puerto de la Molinera y está especialmente dispuesto para la observación de aves. Desde una caseta contigua se puede observar el vuelo del buitre leonado, el alimoche, el águila perdicera o la cigüeña negra.
La Majada La Arena es un lugar que servía como refugio del pastor y de su ganado. La ruta para llegar hasta este lugar se encuentra señalizado y constituye un buen emplazamiento para disfrutar de la naturaleza, observar el paisaje y las aves, además de conocer de cerca la historia del pastoreo en la localidad.

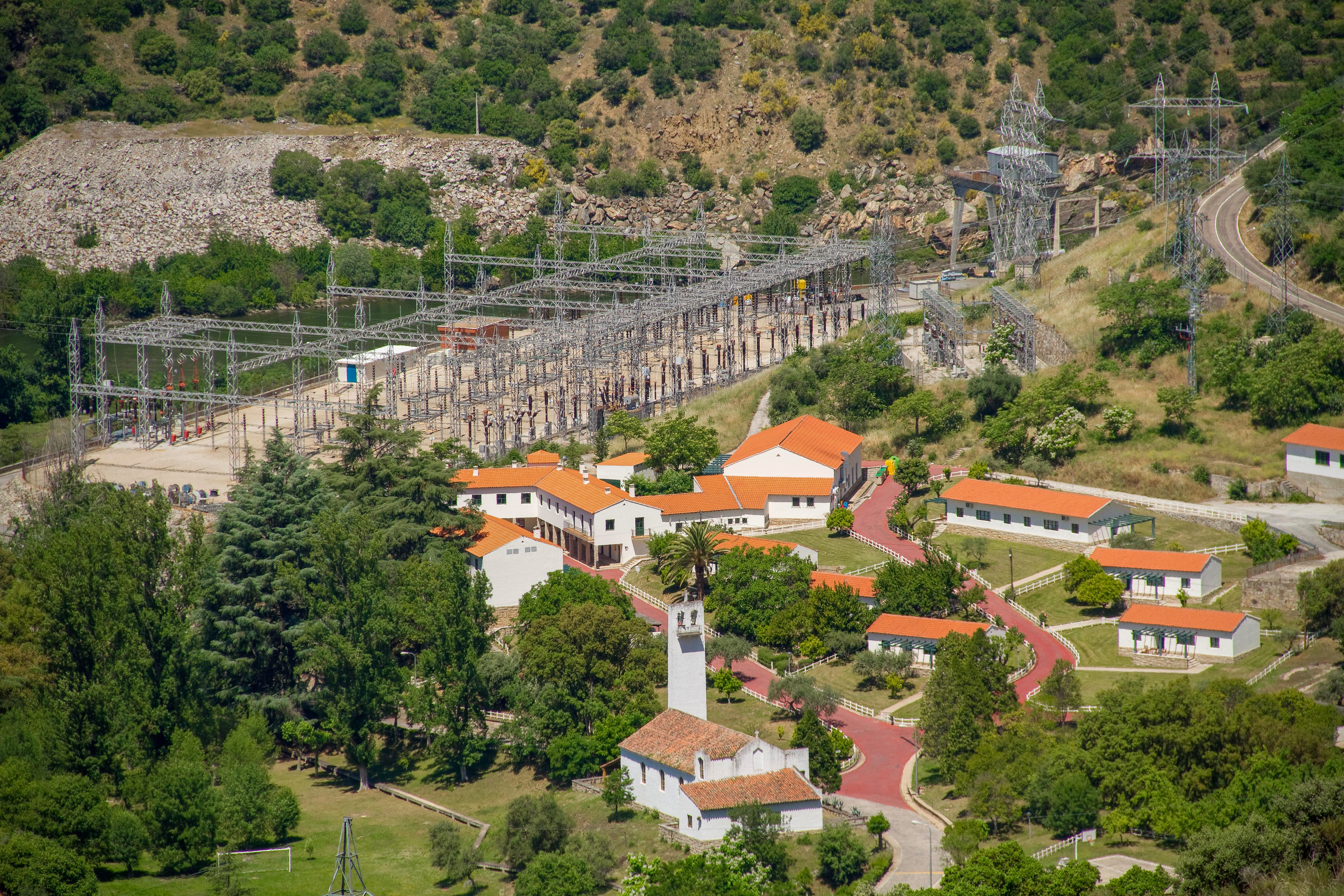
Salto de Saucelle

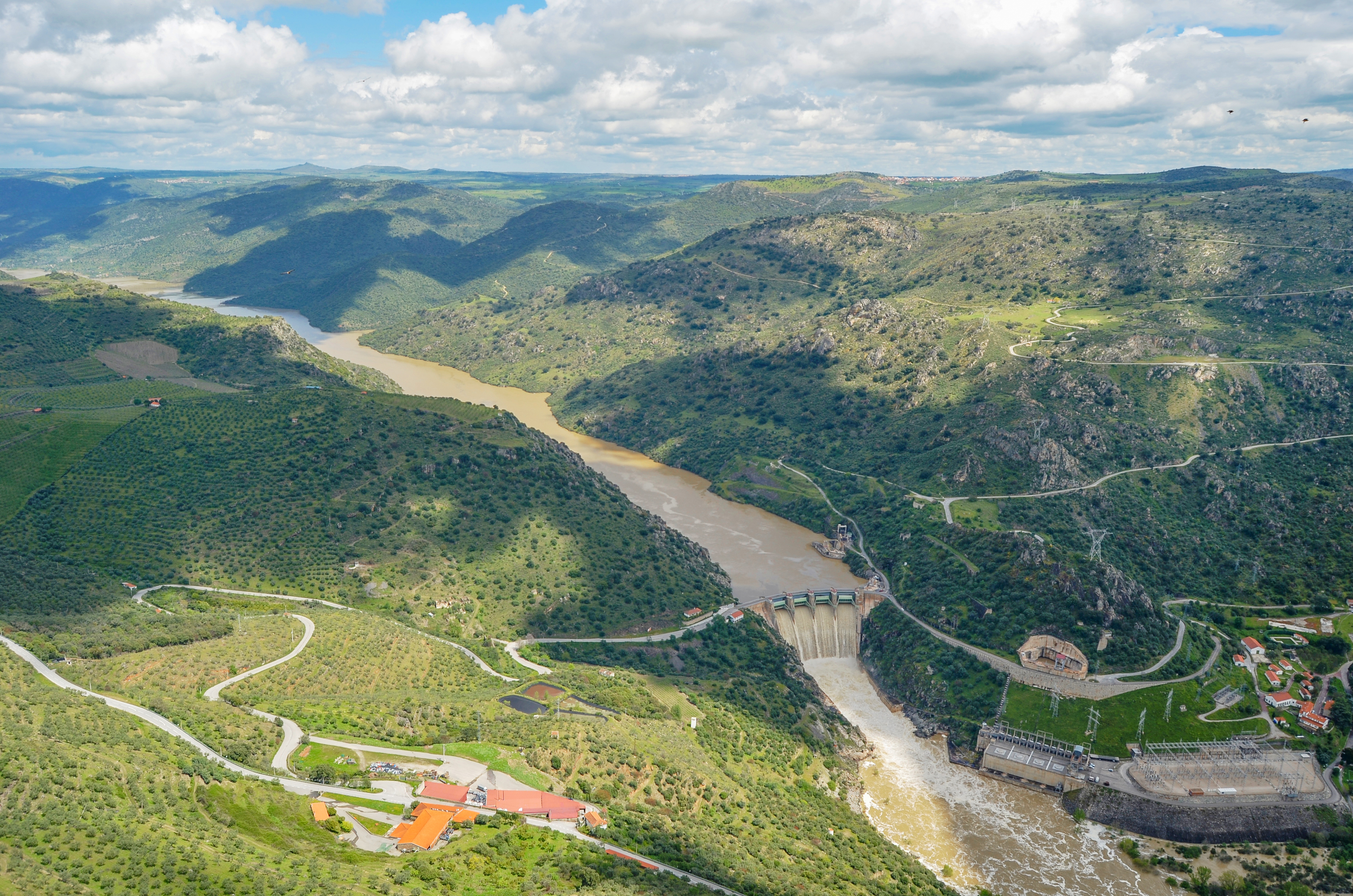
El embalse de Saucelle visto desde el mirador portugués de Penedo Durão, situado en el monte del mismo nombre

El mirador de los Negritos se sitúa al norte del municipio y se accede caminando por una pista de tierra que parte desde el cementerio del pueblo, situado al final de la calle Camino Frejo y desde el que hay que recorrer casi 2 km para llegar al mirador. Andado el primer kilómetro, se coge la primera bifurcación a la izquierda, para continuar recto en el primer cruce con el que nos encontramos sólo unos metros después. Transcurridos aproximadamente 300 metros se llega a otra bifurcación, en la que nos decantamos por el camino de la derecha, para llegar al mirador en 450 metros. Situado en la margen derecha del camino, cuenta con un pequeño muro de seguridad, una mesa para picnics y un pequeño panel explicativo del paisaje que se vislumbra. Se ofrecen vistas del río Duero embalsado por la presa de Saucelle. Se puede continuar hacia el río continuando el camino hacia abajo, donde tomaremos la primera bifurcación hacia la derecha, para llegar al final a la estación de bombeo de Saucelle. Siguiendo el camino del Picón y de los Lagares, llegamos a un grupo de casas a la orilla del río, desde donde se ve en el otro lado, la portuguesa playa fluvial de la Congida.
El mirador del Peñedo se encuentra en las afueras del núcleo urbano alto de Saucelle. Se accede siguiendo la calle Peñedo, donde se sitúan unas mesas al lado de unas barandillas para observar el paisaje. No es un mirador especialmente destacable, pero desde él se obtienen amplias vistas de los alrededores del pueblo, así como la plaza de toros, que se encuentra unos metros más abajo.
El mirador del Picón del Moro se sitúa en el valle del Duero y se accede a través de la carretera que une el pueblo de Saucelle con el poblado del Salto de Saucelle. Comenzando a bajar el puerto, pudiéndose ver ya el valle del Duero, se abre un camino a la derecha, con vallado y paso canadiense para evitar que se escape el ganado. A la derecha se encuentra una edificación rectangular alargada y blanca, que da cobijo al merendero de La Dehesa. El coche se puede dejar aparcado a la izquierda, en frente del merendero, y continuar andando un poco más hacia abajo, bordeando la alambrada, para subir al cerro y vislumbrar las vistas del Duero.
El mirador del Salto se encuentra bajando por el puerto hacia el Salto de Saucelle desde Saucelle. Se sitúa en una zona llana más extensa que el resto de tramos de la carretera en este lugar. Cuenta con una zona con asientos en la que se puede contemplar el paisaje y en la que se han colocado unos paneles explicativos del paisaje. Desde este lugar se obtiene una amplia vista del valle donde el río Huebra desemboca en el Duero. Se puede ver también el poblado del salto de Saucelle, las centrales de la presa de Saucelle, la Quinta de la Concepción y el Penedo Durão.